# Buenos Aires Herald

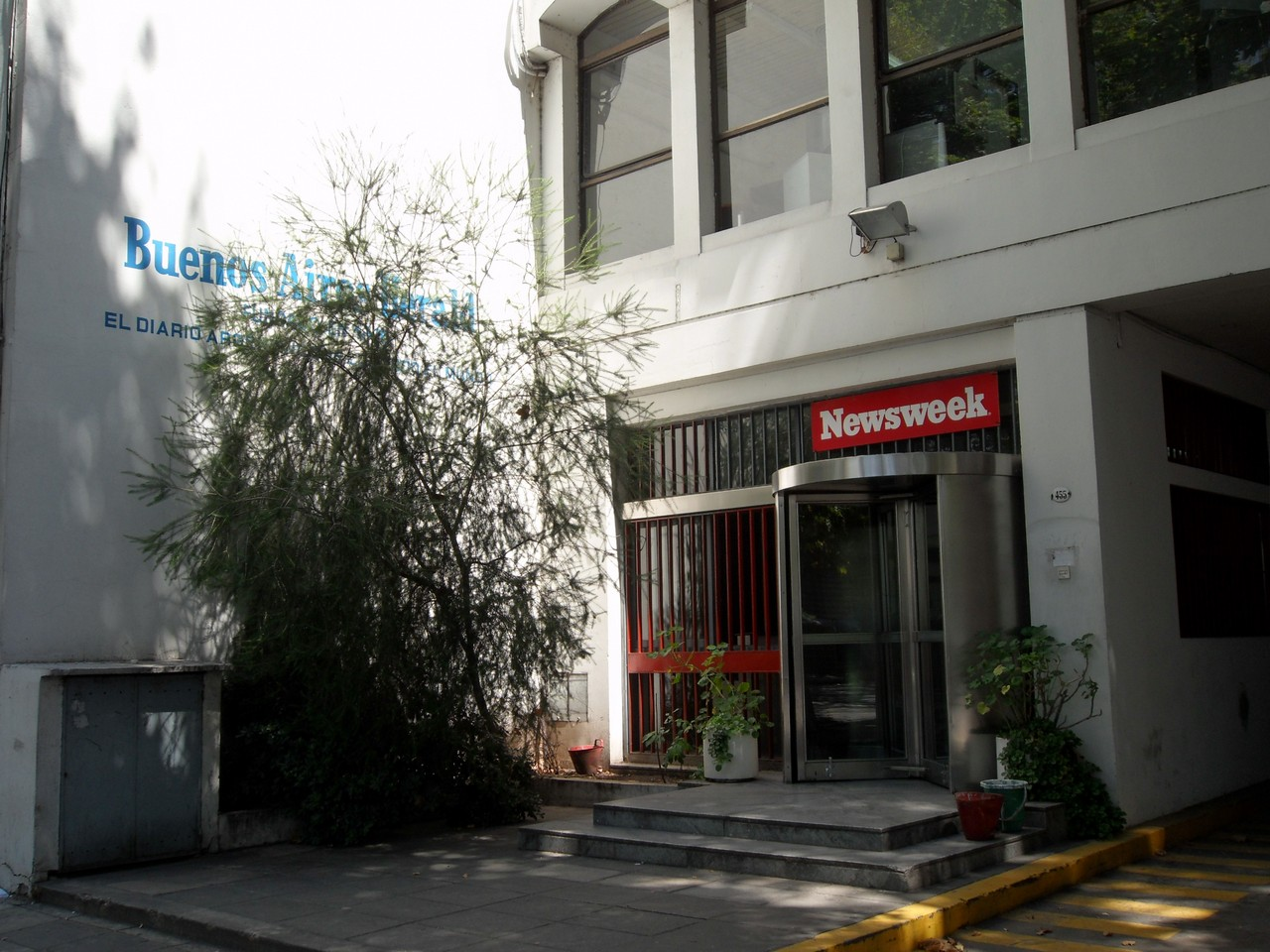
Escritório do Buenos Aires Herald em Buenos Aires.

Buenos Aires Herald foi um jornal diário argentino em língua inglesa com sede em Buenos Aires. Foi um dos primeiros jornais em inglês em países de língua espanhola. Operou por mais de 140 anos, entre 1876 e 2017. Seu lema era A World of Information in a few words ("Um mundo de informação em poucas palavras").